# A-4G天鷹式攻擊機

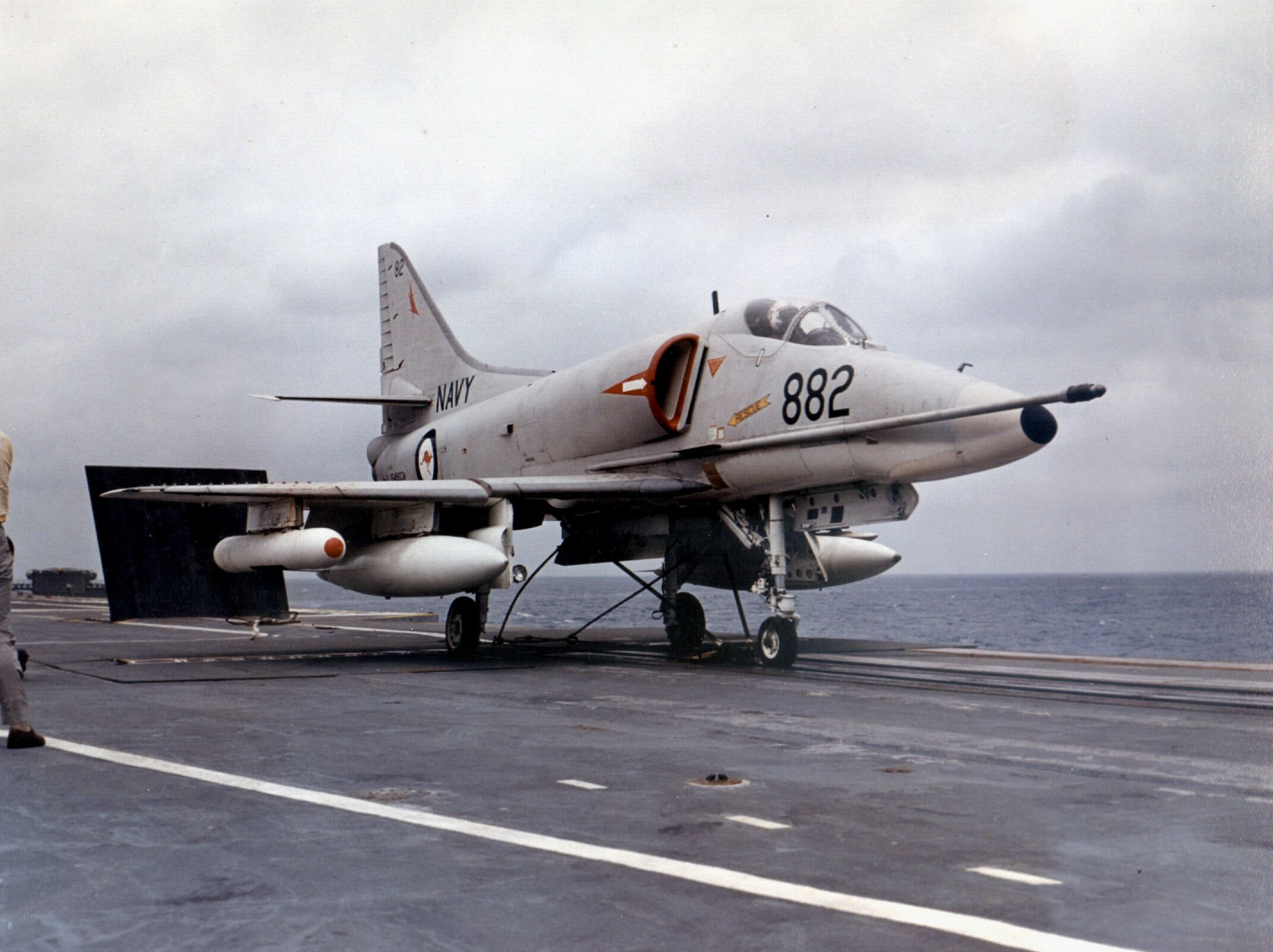
編號882的A-4G在澳洲皇家海軍墨爾本號航空母艦起飛，拍攝時間為1972年。這架飛機於1984年被賣給紐西蘭皇家空軍。

麥克唐納-道格拉斯A-4G天鷹式（英語：McDonnell Douglas A-4G Skyhawk）是一架由澳洲皇家海軍自A-4天鷹式的基礎發展出來的攻擊機。該設計是基於A-4F天鷹式的變體，並配有略微不同的航空電子設備，並可搭配AIM-9響尾蛇空對空導彈。澳洲皇家海軍分別在在1967年和1971年各接收十架A-4G，服役年份由1967年至1984年。
在澳大利亞服役的A-4G成為了墨爾本號航空母艦艦載機隊的一部分，主要被用作艦隊提供空中防禦。他們曾參與整個太平洋地區的演習，協助軍艦的培訓以及澳大利亞軍方其他的行動。A-4G並沒有參與過任何實戰。雖然他們曾經被計劃派往東南亞參與越南戰爭，但是計劃最後被取消。過去共有十架A-4G於海軍服役期間因設備故障和非戰鬥碰撞而報廢，造成兩名飛行員死亡。
在墨爾本號於1982年退役後，澳洲皇家海軍已不再需要大量的固定翼飛機，所以餘下的10架A-4G在1984年被出售給紐西蘭皇家空軍，它們在紐西蘭最初是被用於培訓目的。1986至1991年期間，這些飛機被升級和重新更名為A-4K。兩架前A-4G在2001年墜毀，造成一名飛行員死亡。紐西蘭皇家空軍的天鷹式攻擊機在2001年退役。八架A-4K，包括六架前A-4G，在2012年被賣給德拉肯国际，用於支援美國軍事訓練演習。

## 發展歷史

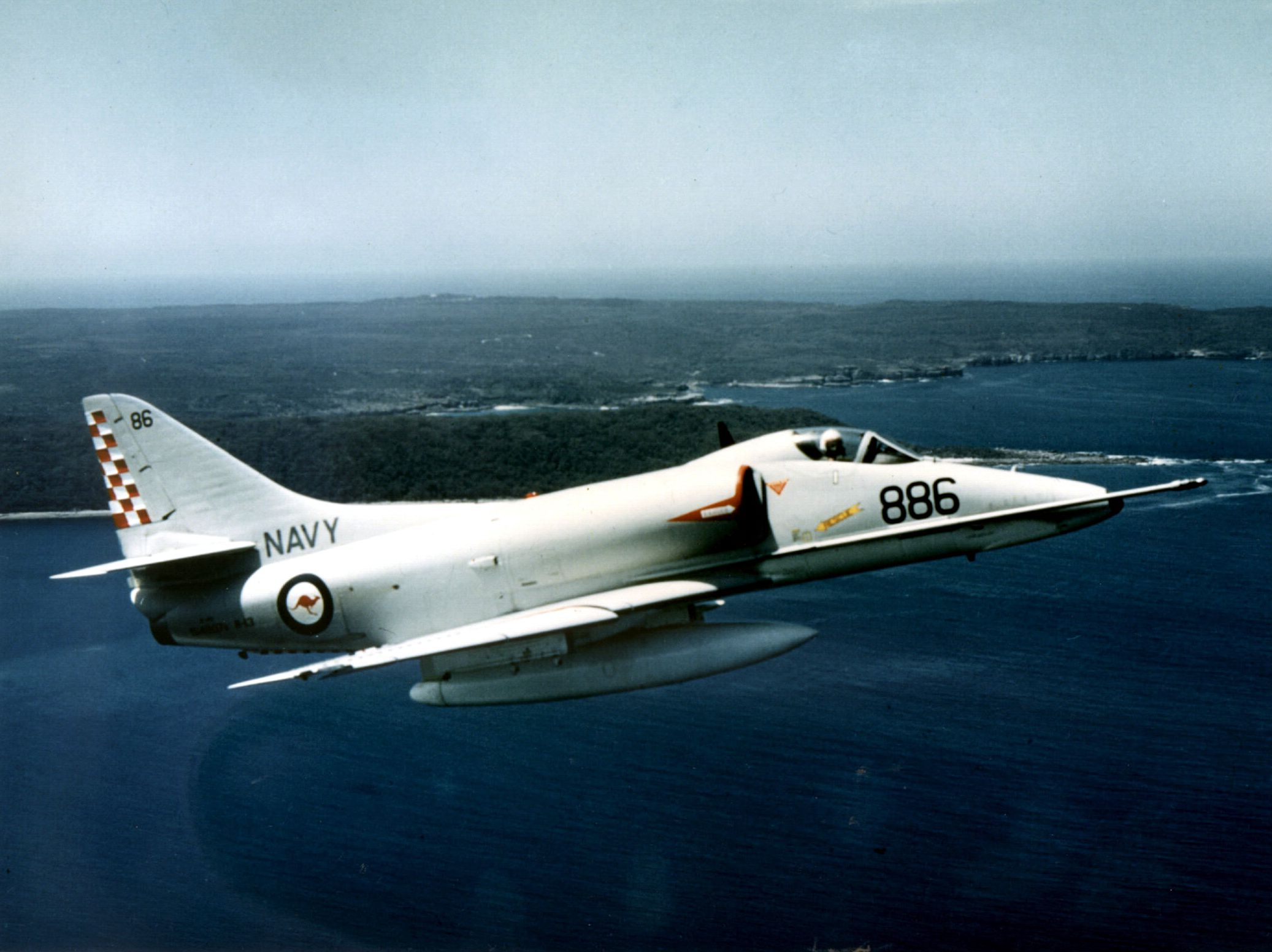
一架飛行中的A-4G，編號886，隸屬805飛行中隊。本照片攝於1979年。

在1950年代末期間，澳大利亞政府和澳大利亞皇家海軍考慮提交方案更換墨爾本號航空母艦和她的艦載機。當墨爾本號於1955年開始服役時，海军航空兵現有的海毒液戰機和塘鵝式反潛機變得十分過時。另外皇家海軍亦認為墨爾本號艦體過小，難以搭載更多現代艦載機，所以期望購買更大的航空母艦。不過澳洲政府認為新的航空母艦價格太高，畢竟澳大利亞陸軍和澳大利亚皇家空军在當時採購武器已經用了大筆金錢，所以於1959年11月宣布海軍航空兵會於1963年停止使用定翼機。
由於時任澳洲海軍部長兼參議員約翰·戈頓的干預，政府最終同意購買新的定翼機。戈頓曾擔任戰鬥機飛行員，在第二次世界大戰中對戰機產生了濃厚的興趣。在1961年戈頓同意內閣成立基金重振海軍航空兵，並展開了購買27架威塞克斯式直昇機的採購程序。在這個時候墨爾本號被計畫保留作直升機航空母艦，但1963年中期政府給予海軍許可權保留海毒液和塘鵝反潛機繼續服役直到1967年。不過，國防部部長兼參議員謝恩·帕爾特裡奇在1964年6月拒絕了皇家海軍從美國海軍購買艾塞克斯級航空母艦，其後的一個月中墨爾本號前往了菲律賓蘇比克灣美軍基地。在訪問期間進行了搭載A-4天鷹式攻擊機與格魯曼公司的S-2搜索者巡邏機進行飛行試驗。天鷹是特別輕巧和細小的攻擊機，其機翼較小，所以不需要折疊機翼。S-2搜索者巡邏機早在1957年已成功於墨爾本號上起飛，而加拿大皇家海軍亦於墨爾本號的姊妹艦邦纳文彻號航空母艦上成功搭載A-4天鷹式攻擊機。在蘇比克灣的飛行試驗證明墨爾本號只需要稍作改動，就能安全地操作這兩種飛機。
在1964年年底皇家海軍尋求政府批准升級墨爾本號和購買18架天鷹式攻擊機於16搜索者巡邏機。天鷹式攻擊機旨在用於提供艦隊的空中防禦力量以及攻擊軍艦和陸上目標。雖然海軍部知道海上打擊是海軍航空兵的基礎任務，可是澳大利亞皇家空軍認為它訂購的24架F-111C戰鬥轟炸機將在此角色中更為有效。澳洲內閣在1964年11月同意對墨爾本號進行現代化升級及訂購S-2搜索者巡邏機，但決定推遲購買天鷹式攻擊機。經過皇家海軍的遊說後，在1965年早期政府最終同意購買十架天鷹式攻擊機，成本為920萬英鎊。這項訂單包括8架單座A-4G天鷹式攻擊機和兩架雙座TA-4G天鷹式訓練機。這些飛機是新建的天鷹式第一次銷售往美國以外的國家。
澳大利亞的天鷹式，即A-4G天鷹式攻擊機，是A-4F天鷹式的變體。A-4F是專為美國海軍設計的單座攻擊機的最終版本，在1966年首飛；最終交付了164架。A-4F天鷹式比較早期的天鷹式有更強大的引擎，以及面對地面火力時有更好的保護。另外，它放置航空電子設備部分有獨特的「駝峰」外形，所以有綽號「駱駝」 。F和G型號之間的主要區別是後者並沒有航電駝峰，不過配備了AIM-9B響尾蛇空對空導彈。此外，A-4G缺乏A-4F能夠操作制導的空對地武器。雙座式TA-4G訓練機都裝有與單座機相同的航電和武器，但未能在墨爾本號上操作，原因是它的飛行數據顯出它可能不安全地從航母甲板上復飛。

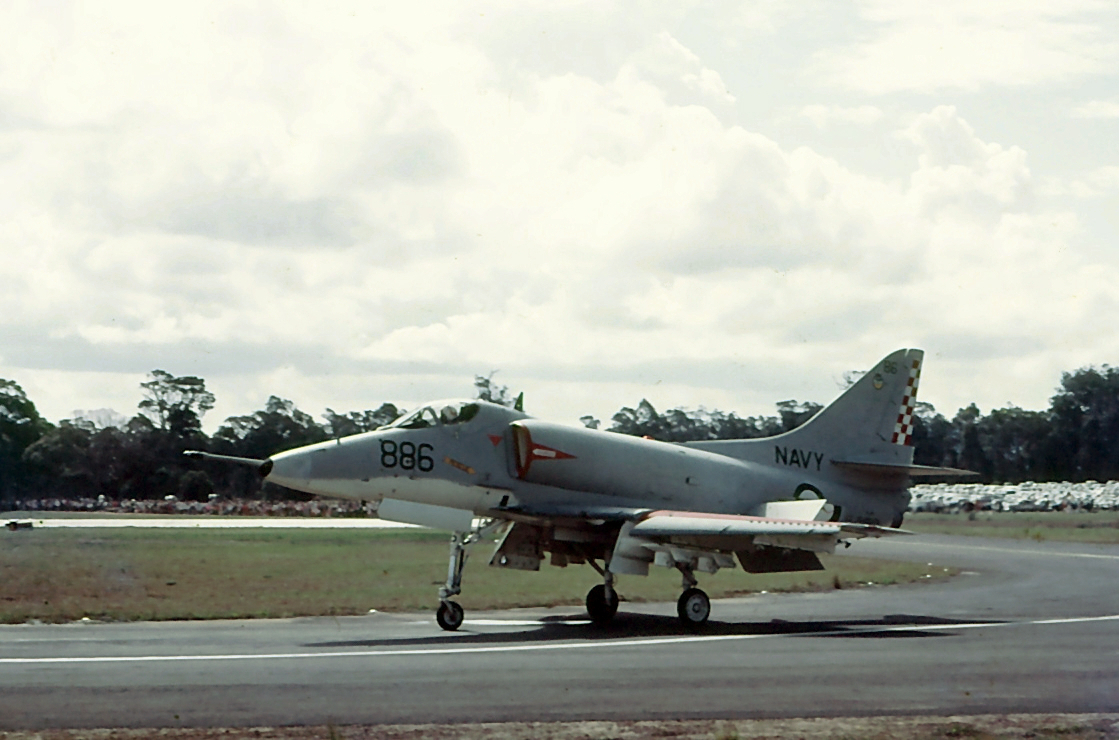
A-4G天鷹式攻擊機（編號886）正沿著信天翁海軍航空站跑道滑行，攝於1969年。

首十架A-4G天鷹式於1967年交付澳洲皇家海軍。同年7月19日，A-4G首次試飛，緊接其後的是兩天後TA-4G首飛。7月26日一架A-4G和TA-4G在麥道公司加州長灘工廠與典禮中移交給皇家海軍。在同年10月，墨爾本號航行到美國接收A-4G天鷹式和S-2搜索者巡邏機，1967年11月21日，這些飛機抵達澳洲新南威爾斯州傑維斯灣，此後飛機轉運至於瑙拉附近的澳洲皇家海軍信天翁海軍航空站。完成此任務後墨爾本號前往悉尼準備開始就搭載新定翼機進行改裝。
澳洲於1969年額外訂購十架A-4G。訂購這些飛機的資金來自取消購買計畫擴大海軍力量的六至八艘奧伯倫級潛艇。這種決定被合理化的理由是它將提高航空母艦的作戰功效，並擴大海軍航空兵的打擊能力。與首次訂購時一樣，這次都會分別訂購八架單座A-4G天鷹式攻擊機和兩架雙座TA-4G天鷹式訓練機。這批天鷹式是前美國海軍的A-4F，之後根據A-4G的標準作改裝，然後交付皇家海軍。這批飛機是在1971年7月由悉尼號航空母艦使用了一個月時間把它們從聖地牙哥送往傑維斯灣。
澳大利亞的A-4G天鷹式保留了其美國海軍序號，但也被分配較短的編號繪在他們的鼻子附近。A-4G的第一批被分配的編號由882到889，而第二批被分配了870至877。前兩架TA-4G分別為880和881，後兩架為878和879。

## 服役歷史

### 澳洲皇家海軍
皇家海軍的A-4G天鷹式攻擊機於1968年開始服役。同年1月10日澳洲皇家海軍第805飛行中隊被派駐於信天翁海軍航空站以駕駛天鷹式。天鷹式的飛行訓練於1月下旬展開，6名經驗豐富的飛行員由1名美國海軍軍官及兩名曾到美國受訓的飛行員指導訓練。備品零件短缺中斷了天鷹式的飛行活動接近一年，使大部分第一批受訓的飛行員於1968年12月中旬畢業，而不是原定計劃的5月；短缺的原因很大程度上是美國海軍優先向其在越南作戰的部隊運送物資的結果。A-4G首次在海上飛行的是1968年11月，當時它於到訪澳大利亞的英國航空母艦赫爾墨斯號上著陸。

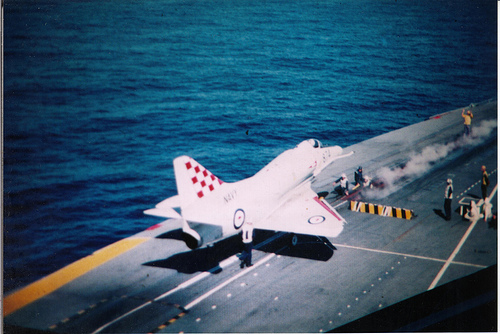
一架於墨爾本號上準備起飛的天鷹式，攝於1976年。

澳大利亞政府在1967年至1968年間決定部署805中隊的飛行員參與越南戰爭。1967年5月12日，海軍部建議向美國海軍在翌年5月提供六架A-4G天鷹式攻擊機，飛行員和地勤人員，在此之前這些人員的訓練項目得以盡快完成。這項決定卻因為海軍不希望這批缺乏武器系統和對抗北越防空系統所需航空電子設備的A-4G參與戰鬥而造成損失，使墨爾本號完成整修後沒有完整的飛行中隊。經考慮後，空軍部長建議澳大利亞的天鷹式可以送往泰國皇家烏汶空軍基地，以紓緩駐紮在那裡配備澳洲英聯邦飛機公司軍刀戰鬥機（CAC Sabre）的澳州皇家空軍第79中隊，但這項部署後來被認為是不切實際的。澳洲的政府國防委員會隨後建議海軍航空兵戰鬥機飛行員應與一個美國海軍陸戰隊單位一起駐紮在越南茱萊空軍基地以及進入南越進行作戰任務。儘管美國海軍陸戰隊天鷹式攻擊機部隊經常攻擊北越的目標，可是澳洲海軍航空兵機隊均被禁止參與這些行動，這是因為政府此前已決定限制澳洲對南越的武力支援。這項計劃是由澳洲總理哈羅德·霍爾特在1967年10月宣布，它是澳大利亞在越南戰爭增援南越的一部份行動。話雖如此，這項部署沒有被正式實行。第805中隊的首階段天鷹式戰機飛行員訓練課程因墨爾本號的改裝工程還未完成而延遲，導致澳洲沒有足夠飛行員操作天鷹式攻擊機，這使海軍估計同時派遣人員駐紮在越南和航空母艦上是不可能的，以及延遲墨爾本號搭載戰機的時間可能導致民間對購買天鷹式是否有價值的批評。在1969年2月時國防部長下令將不再進一步考慮向越南派駐澳洲海軍戰機飛行員。
澳洲皇家海軍第724飛行中隊是皇家海軍噴氣式飛機的行動培訓組，自1968年它開始配備A-4G。同年12月該中隊變成了同時使用TA-4G天鷹式、海軍吸血鬼戰鬥機和信天翁航空站之海毒液戰鬥機的混合飛行中隊。由本中隊舉辦的A-4G天鷹式攻擊機訓練課程每次最少歷時半年，當中包括共約110小時的TA-4G和A-4G飛行時間。在此期間，飛行員將熟悉駕駛本型號的飛機和如何實踐作戰任務，以及以友軍的A-4G外置油缸進行空中加油的技術。他們還需要在正式降落航空母艦前於信天翁海軍航空站進行約100次的模擬著艦訓練。

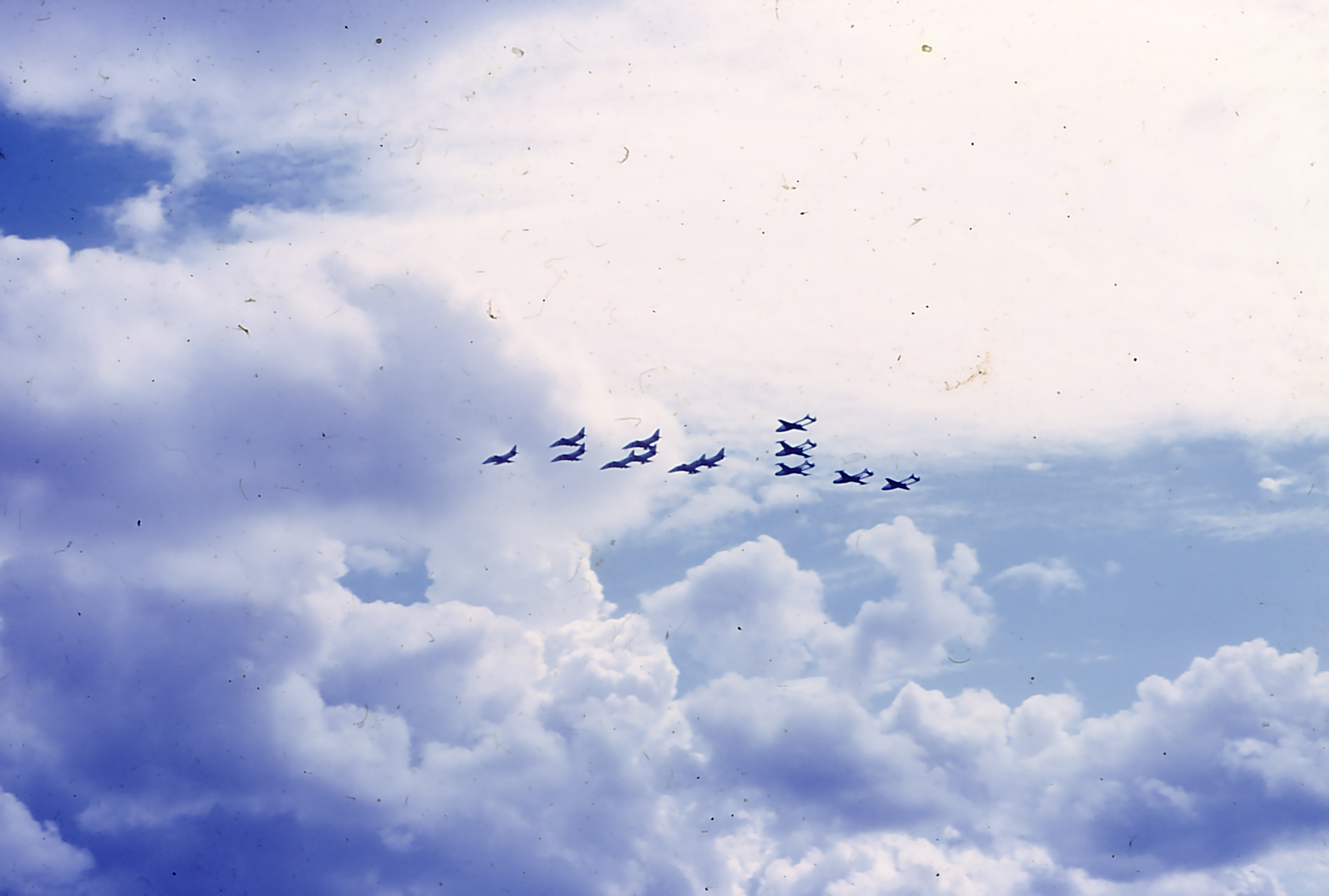
信天翁海軍航空站21週年開放日和航空展時的飛行表演，前方有八架A-4G，後方有五架海毒液戰機。

當墨爾本號的改裝完畢後，該艦於1969年與A-4G一同出海服役。此時它的空中力量通常包括第805中隊的四架A-4G，
816中隊的六架S-2搜索者巡邏機和八架817中隊的威塞克斯反潛直升機組成。墨爾本號戰機的配搭經常隨著時間而改變。在20世紀60年代末和70年代，墨爾本號被常規部署在太平洋地區，並經常與英國皇家海軍和美國海軍演習。1972年5月，805中隊的戰鬥力被提高，戰機數量增加至八架A-4G，並在1974年5月的袋鼠演習（Exercise Kangaroo）中臨時增加至十架A-4G。1977年，在墨爾本號到訪英國參加伊麗莎白二世登基銀禧紀念艦隊檢閱時，所有A-4G都在艦上，而其中一架A-4G也在這一年參加了英國皇家國際航空展。墨爾本號在1970年12月至1971年8月，1975年中期至1976年6月和1978年7月至1979年2月期間經歷了重大改裝。改裝期間艦上的飛機被轉移至信天翁海軍航空站。

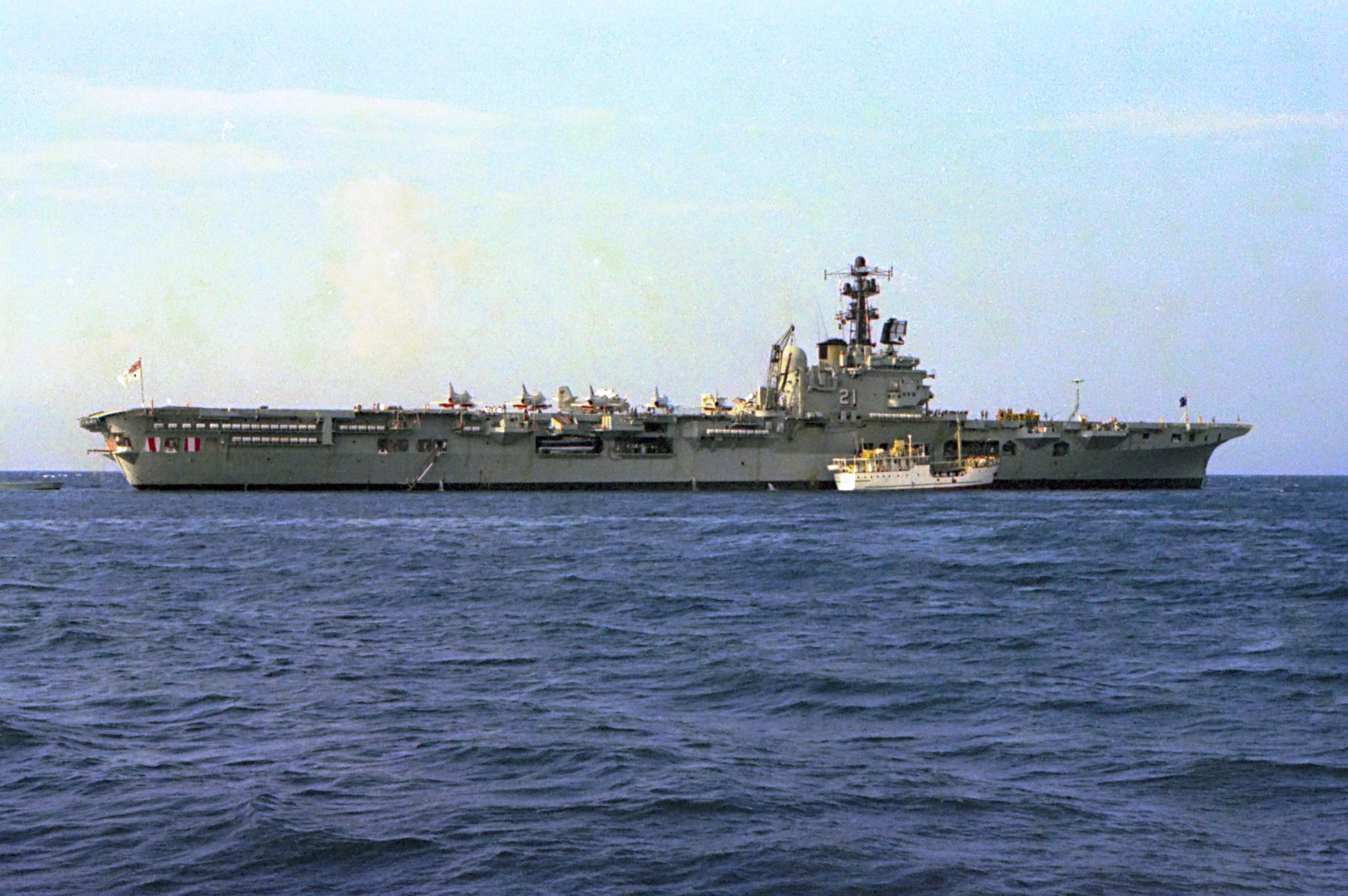
1980年時的墨爾本號，四架A-4G停在它的飛行甲板上。

在墨爾本號上的A-4G有幾項主要任務，同時也會參加各項來自澳洲各地空軍基地的訓練和演習。雖然它們的主要任務是用響尾蛇飛彈和機砲為航空母艦和其他海軍艦艇提供防空支援，然而天鷹式攻擊機缺乏戰鬥機所需要的有效可操作性，並在高空的作戰表現相對較差。A-4G在對地攻擊和海上攻擊的任務上可攜帶非制導炸彈和火箭作戰，只可惜它們無法操作制導武器。飛機還可以搭載D-704友機吊艙空中加油系統，這使他們能夠彼此在飛行加油，以及以150或300加侖容量的副油箱 延長其航行範圍。當時澳洲只有A-4G有能力進行空中加油。A-4G的射程遠、有能攜帶大量武器的載荷能力意味著它的空對地作戰能力比其只作防空用途更為出色。雖然724中隊沒有被部署到航空母艦上，不過它經常與其他皇家海軍單位以及澳洲陸軍單位訓練演習。這個中隊一項特別重要的任務，就是作為其他澳洲皇家海軍軍艦的支援單位；724中隊的天鷹式攻擊機經常被部署到維多利亞州的澳洲皇家空軍拉弗頓基地和西澳洲的澳洲皇家空軍皮爾斯基地。724中隊也曾成立了一隊配備天鷹式攻擊機，名為「走投無路」（Checkmates）的特技飛行表演隊。
從70年代中期起澳洲皇家海軍希望更換墨爾本號航空母艦和她的艦載機。在1977年時海軍就採購能搭載鷂式戰鬥機和直升機的航空母艦作招標。1982年2月，澳大利亞政府與英國達成於翌年購買無敵號航空母艦的協議。作為該決定的結果就是墨爾本號於1982年6月30日除役，其次是在7月2日時805和816中隊正式解散。剩餘的十架A-4G被分配給724中隊，並繼續駐紮於信天翁航空站。把無敵號出售給澳大利亞的這宗交易於1982年年中因马岛战争的展開而取消了，此外1983年3月新的澳洲霍克政府決定再替換墨爾本號。同年5月，澳洲政府還宣布海軍航空兵固定翼飛機部隊將會解散，此後皇家海軍就不再需要使用飛機。六架A-4G在1983年6月30日停止服務，其他四架分別保留以供牽引裝備，雷達和武器校準任務，和其他艦隊支援任務使用。雖然A-4G作近距離空中支援的任務，可是它最終還是被退役。澳大利亞的A-4G天鷹式攻擊機於1984年6月30日進行了最後一次飛行。

### 紐西蘭皇家空軍

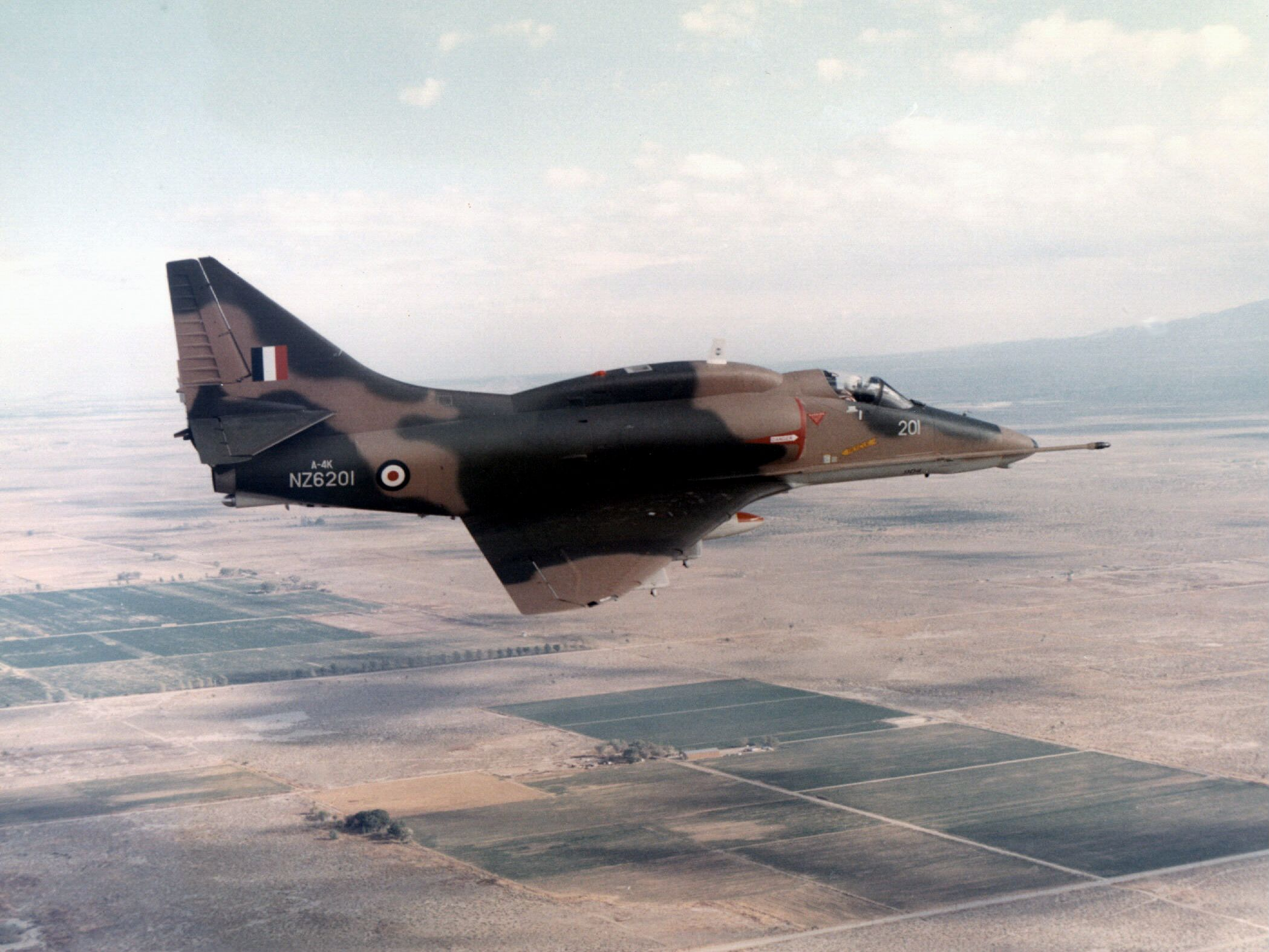
一架紐西蘭空軍的首架自A-4E升級的A-4K正在飛行中，攝於1969年11月10日。

紐西蘭皇家空軍曾在1970年購買了十四架A-4K天鷹式戰機。這些飛機是A-4E天鷹式的變體，並主要用於近距離空中支援的角色。到了80年代初他們已經過時，而且缺乏了在1983年紐西蘭皇家空軍的“防務評論”（RNZAF Defence Review）中所要求的先進空對空和空對地作戰能力。兩架A-4K已經在飛行事故中報廢，剩下的十二架飛機被認為無實際作戰能力。
20世紀80年代初，紐西蘭皇家空軍正考慮選擇更換或升級其A-4K。一批資深的皇家空軍人員訪問了法國、英國和美國，以評估購買新飛機。此外，紐西蘭政府在1982年5月發布了升級尋求天鷹式的招標項目。其後澳洲皇家海軍決定解散其戰鬥機部隊，而其政府提出向紐西蘭出售十架僅餘的A-4G和其他零件。這批飛機價值4000萬紐西蘭元。紐西蘭政府內閣在1983年9月5日授權紐西蘭皇家空軍開始就這項交易展開正式討論。一隊空軍人員在11月前往澳洲皇家海軍信天翁海軍航空站檢查這批A-4G，最後人員報告飛機的一般狀態良好。紐西蘭皇家空軍司令，空軍少將大衛·克魯克斯青睞於購買A-4G，然後升級整個A-4機群，而不是購買新戰機，因為這個選項是最便宜的方式以提高空軍的戰鬥能力。他向總理羅伯特·馬爾登提出這項建議，最後在1984年5月紐西蘭決定購買澳洲的A-4G。作為購買協議的一部分，紐西蘭政府承諾會於這批飛機退役向澳大利亞退還一架A-4G以作展覽之用。
從1984年7月起八架A-4G和兩個TA-4G分成三組從澳洲諾拉船運到紐西蘭皇家空軍奧哈奇亞基地。在為飛機註冊新的編號與進入紐西蘭皇家空軍服役之前，他們需要一些小升級工程（總成本約270萬紐西蘭元）。所有的A-4G戰機最初被分配到紐西蘭皇家空軍第2飛行中隊，這個中隊於1984年12月11日重新組成為一個行動培訓組。與A-4G一併購買的零件大大提高了紐西蘭皇家空軍的庫存零件，這批零件總值約3000萬紐西蘭元。
為了解決紐西蘭皇家空軍天鷹式機隊的缺點，紐西蘭政府於1985年5月批准執行Kahu計劃。該項目總費用為1.4億紐西蘭元，主要涉及升級A-4G和A-4K的航空電子設備以至它們能盡量符合F-16C戰隼戰鬥機的規格。該批天鷹式在1984年還收到來自澳州皇家海軍的庫存零件和機翼。升級工程於1986年開始升級第一架飛機，並於1991年完成。當Kahu計劃完成後所有A-4G都被重新命名為A-4K。
從1990年到2001年，第2中隊一直駐紮在澳洲信天翁航空站。中隊擁有四架A-4K和兩架TA-4K，並由澳大利亞國防軍協助培訓人員。在此期間，幾架前澳大利亞的飛機曾加入第2中隊作為其一份子。紐西蘭皇家空軍的A-4K天鷹式攻擊機在2001年12月13日停止使用，兩個使用A-4K的飛行中隊被同時解散。2012年，紐西蘭當局把八架A-4K賣給了德拉肯国际，用於支援美國軍事訓練演習，當中有六架飛機是前A-4G改裝而成的。剩下的九架A-4K戰機被捐贈至不同博物館。

## 展示中的戰機

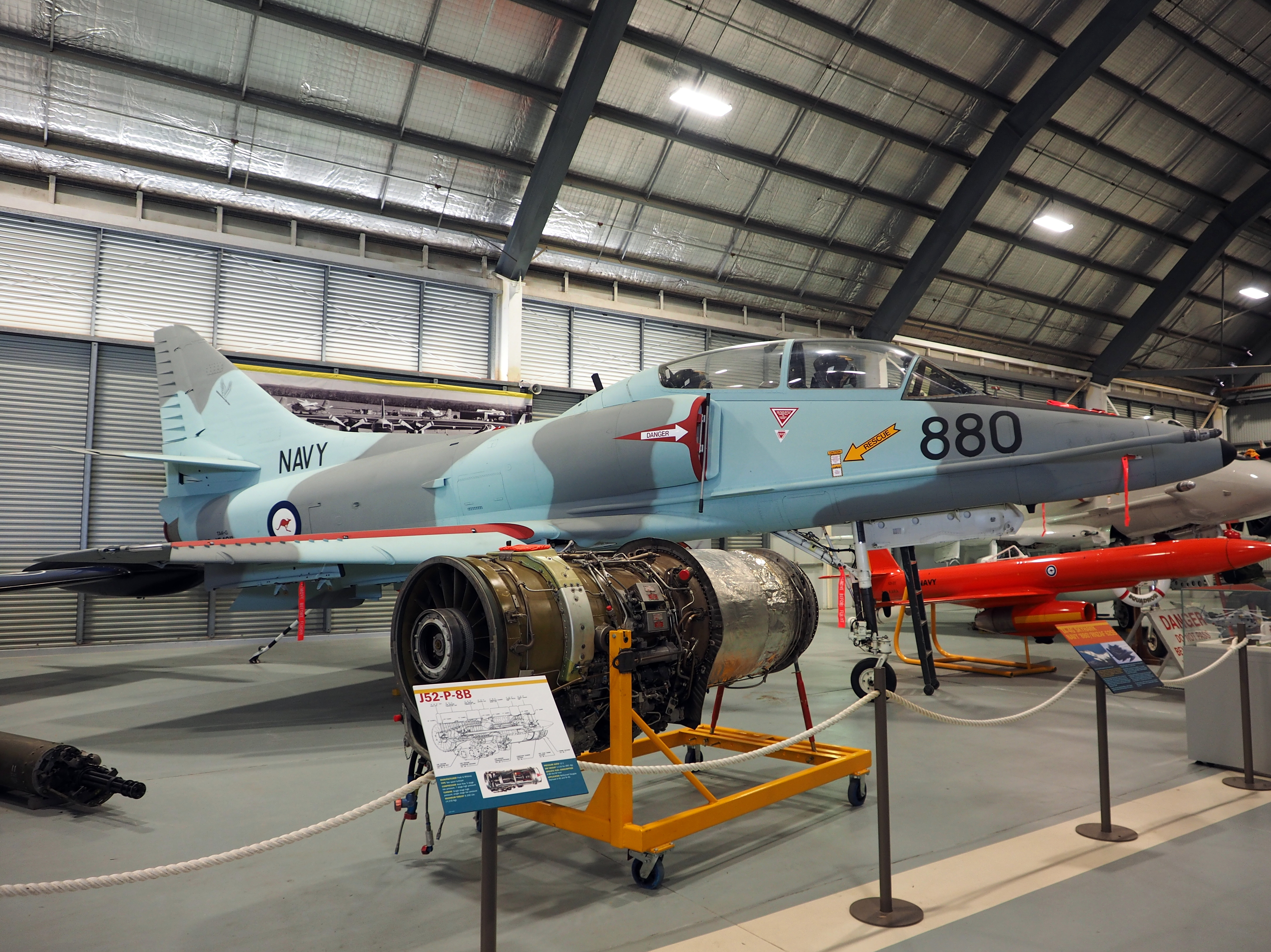
一架TA-4G（機鼻編號880）在海軍航空兵博物館展出，攝於2015年。

2011年4月，紐西蘭政府歸還了一架TA-4K N13-154911（澳洲編號：880，紐西蘭編號：NZ6255）給澳洲政府。這架TA-4G曾於1967年至1984年於724中隊服役，並於2012年4月有澳洲皇家空軍的一架波音C-17环球霸王III運回本土。這架飛機目前於澳洲海軍航空兵博物館展出。自從1999年11月起一架前美軍A-4B（142871）首次以澳洲皇家空軍A-4G的885號機（154906）塗裝展示。從2007年起以A-4G的882號機（154903）塗裝展示。

## 意外和事故
全部二十架A-4G天鷹式攻擊機中有十架於皇家空軍服役期間報廢，這導致天鷹式安全記錄不佳，但其高失事率的一部分原因是與在航空母艦上起降飛機本身有一定危險有關。有兩名機師於駕駛本機型時失事殉職。

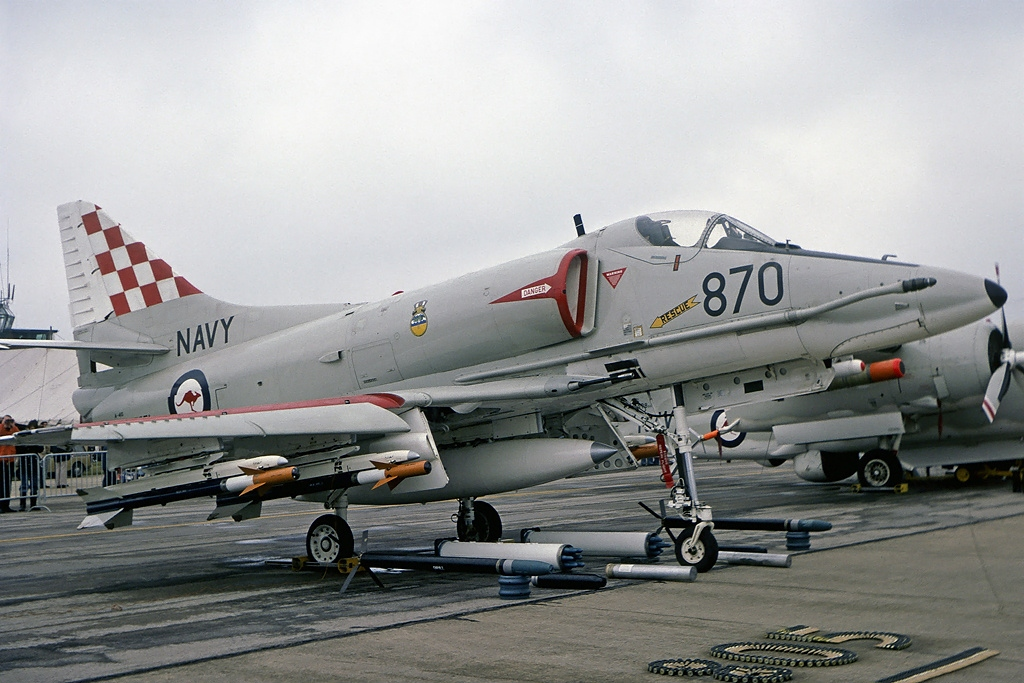
A-4G（編號870）於1977年在航展上展出。這架飛機的結局是在1979年因引擎故障而損毀。

四架A-4G天鷹式在1970年代中期因意外損毀報廢。第一架報廢A-4G是873號，它在1973年6月5日因發動機故障，於新南威爾士州威廉斯敦墜入海中；本機飛行員及時彈射逃生並由皇家空軍直升機救起。
同年11月8日墨爾本號靠近新加坡。當889號飛機起飛時彈射器故障，使飛機墜落航空母艦前的海面。當時墨爾本號正向海上的飛機撞去，其飛行員設法脫離機艙，最後被直升機救起。下一項事故發生在 1974年5月16日。當時TA-4G雙座天鷹式879號飛機於新南威爾士州南海岸對墨爾本號進行攻擊練習時墜入海中，飛行員喪生。1975年5月16日A-4G天鷹式870號和872號在傑維斯灣附近相撞；飛行時872號墜毀，造成其飛行員死亡，可幸的是870號成功在信天翁海軍航空站降落。
其他六架A-4G損失發生在1979年至1980年期間。1979年1月23日，A-4G天鷹式870號在新南威爾士州空中遭遇渦輪故障，然後在佈雷德伍德附近墜毀，飛行員被澳大利亞皇家空軍直升機救起。同年5月23日，888號飛機於傑維斯灣附近降落期間因避雷器電線短路滑出了墨爾本號的飛行甲板。它的飛行員，一位美國海軍交換軍官倖存下來。在1979年9月24日，886號在飛行甲板上移動期間掉進波濤洶湧的大海，當時坐在駕駛艙的海軍航空兵地勤人員飛機落水後設法逃脫，及後被霍巴特號驅逐艦救起。接下來的事故發生在1980年4月28日。當時TA-4G天鷹式878號正準備降落在信天翁海軍航空站時發動機發生故障。這架飛機的飛行員跳傘，並由皇家海軍直升機救出。同年10月2日，A-4G天鷹式875號在蘇門答臘島附近海域從墨爾本號起飛後因發動機故障撞向海面，其飛行員彈射逃生，最後被救出。最後的失事發生在1980年10月21日，墨爾本號彈射器故障導致885號飛機起飛後撞向大海；飛行員被威塞克斯式直昇機救起。
兩架前A-4G也在紐西蘭皇家空軍服役期間報廢。在2001年2月16日，NZ6211（在澳洲服役時的882）與另一架天鷹式在瑙拉附近進行特技表演期間墜毀。它的飛行員，也就是皇家空軍第2中隊指揮官當場死亡。最後一架報廢的A-4G是TA-4K NZ6256（在澳洲服役時的881）。在2001年3月20日，這架飛機撞向珀斯附近的印度洋海域，其飛行員彈射逃生，並倖存下來。

## 使用國
- - 皇家海軍724飛行中隊（英语：724 Squadron RAN）
  - 皇家海軍805飛行中隊（英语：805 Squadron RAN）
- 新西蘭皇家空軍
  - 皇家空軍第2飛行中隊（英语：No. 2 Squadron RNZAF）

## 技術規格 （A-4G天鷹式攻擊機）
参考资料：Wilson 1993
基本信息
- 机组：1

性能
武器

- 機槍：2挺20毫米Colt Mk 12機砲
- 外挂点：5 挂载能力3,629（8,001磅），规定携带以下物品的组合：
  - 火箭彈：最多5支127毫米Mk 32祖尼火箭或2.75英寸FFAR火箭吊艙
  - 飛彈：2支AIM-9響尾蛇飛彈
  - 炸彈：3組3個250或500磅炸彈，5個250或500磅炸彈或3個1000磅炸彈

航電

- AN/APG-53A雷達
- ASN-1航位推測法導航電腦
- Bendix自動駕駛系統
- 敵我識別系統
- 戰術空中導航系統儀器
- 特高頻（UHF）電台
- 特高頻方向定位器

## 備註
1. ↑  海軍部是負責管理澳大利亞皇家海軍的委員會，由高級官員組成[8]。
2. ↑  阿根廷於1965年成為天鷹式的第一個出口客戶，但他們所訂購的50架A-4B天鷹式攻擊機是美國軍方的版本[12]。
3. ↑  政府國防委員會（The Government's Defence Committee）的組成包括的國防部次官（secretaries of the Department of Defence）、其他參與國防事務的政府部門，以及軍隊指揮官，並向國防部長提供建議[25]。

## 外部連結
- 澳洲皇家海軍A-4G天鷹式介紹頁面
- 澳洲皇家海軍海軍航空兵博物館網頁（页面存档备份，存于）